# Sportliche Vereinigung Blau-Weiß 1890 1988-1989
Questa voce raccoglie le informazioni riguardanti la Sportliche Vereinigung Blau-Weiß 1890 nelle competizioni ufficiali della stagione 1988-1989.

## Stagione
Nella stagione 1988-1989 il Blau-Weiss Berlino, allenato da Bernd Hoss, concluse il campionato di 2. Bundesliga al 8º posto. In Coppa di Germania il Blau-Weiss Berlino fu eliminato al primo turno dal Bayern Monaco.

## Rosa
| N. |                      | Ruolo | Calciatore      |
| -- | -------------------- | ----- | --------------- |
|    | Germania (bandiera)  | P     | Holger Gehrke   |
|    | Germania (bandiera)  | P     | Reinhard Mager  |
|    | Germania (bandiera)  | D     | Jürgen Haller   |
|    | Germania (bandiera)  | D     | Robert Holzer   |
|    | Romania (bandiera)   | D     | Ioan Kramer     |
|    | Germania (bandiera)  | D     | Michael Schmidt |
|    | Irlanda (bandiera)   | C     | Alan Clarke     |
|    | Germania (bandiera)  | C     | Sascha Cyklarz  |
|    | Germania (bandiera)  | C     | Peter Gartmann  |
|    | Rep. Ceca (bandiera) | C     | Stanislav Levý  |
|    | Germania (bandiera)  | C     | Frank Nitsche   |

| N. |                     | Ruolo | Calciatore            |
| -- | ------------------- | ----- | --------------------- |
|    | Germania (bandiera) | C     | Dirk Schlegel         |
|    | Germania (bandiera) | C     | Hans-Peter Stark      |
|    | Germania (bandiera) | C     | Matthias Timm         |
|    | Polonia (bandiera)  | C     | Waldemar Wielga       |
|    | Germania (bandiera) | C     | Achim Wilbois         |
|    | Germania (bandiera) | A     | Thomas Adler          |
|    | Germania (bandiera) | A     | Stefan Dinauer        |
|    | Germania (bandiera) | A     | Jörg Gaedke           |
|    | Germania (bandiera) | A     | Peter Saternus        |
|    | Germania (bandiera) | A     | Thorsten Schlumberger |

## Organigramma societario
Area tecnica
- Allenatore: Bernd Hoss
- Allenatore in seconda:
- Preparatore dei portieri:
- Preparatori atletici:

## Calciomercato

### Sessione estiva
| Acquisti | Acquisti       | Acquisti          | Acquisti |
| R.       | Nome           | da                | Modalità |
| -------- | -------------- | ----------------- | -------- |
| A        | Thomas Adler   | FC Herzogenaurach |          |
| C        | Sascha Cyklarz | Monaco 1860       |          |
| D        | Ioan Kramer    | FCSB              |          |
| C        | Stanislav Levý | Bohemians         |          |
| A        | Peter Saternus | Hertha Berlino    |          |

| Cessioni | Cessioni         | Cessioni          | Cessioni |
| R.       | Nome             | a                 | Modalità |
| -------- | ---------------- | ----------------- | -------- |
| D        | Dieter Brefort   | Hertha Berlino    |          |
| C        | Egon Flad        | St. Pauli         |          |
| D        | Manfred Hellmann | Uerdingen 05      |          |
| C        | Wolfgang Schüler | Kickers Stoccarda |          |

### Sessione invernale
| Acquisti | Acquisti | Acquisti | Acquisti |
| R.       | Nome     | da       | Modalità |
| -------- | -------- | -------- | -------- |

| Cessioni | Cessioni | Cessioni | Cessioni |
| R.       | Nome     | a        | Modalità |
| -------- | -------- | -------- | -------- |

## Risultati

### 2. Bundesliga

#### Girone di andata
| Arbitro: | Birlenbach |

|            |           |               |
| Gaedke 49’ | Marcatori | 4’, 58’ Gries |

| Arbitro: | Löwer |

|                 |           |             |
| Buchheister 48’ | Marcatori | 75’ Dinauer |

| Arbitro: | Ren |

|                             |           |  |
| Schlumberger 12’ Gaedke 77’ | Marcatori |  |

| Arbitro: | Weber |

|          |           |                  |
| Haub 10’ | Marcatori | 72’ Schlumberger |

| Arbitro: | Broska |

|                      |           |            |
| Adler 22’ Gaedke 40’ | Marcatori | 29’ Trares |

| Arbitro: | Dardenne |

|           |           |                  |
| Glöde 83’ | Marcatori | 11’ Schlumberger |

| Arbitro: | Retzmann |

|              |           |            |
| Gartmann 17’ | Marcatori | 18’ Yeboah |

| Arbitro: | Pauly |

|  |           |                      |
|  | Marcatori | 38’ Adler 67’ Holzer |

| Arbitro: | Correll |

|                          |           |           |
| Gartmann 53’ Dinauer 72’ | Marcatori | 85’ Fuchs |

| Arbitro: | Wittke |

|  |           |                           |
|  | Marcatori | 24’ Saternus 43’ Gartmann |

| Arbitro: | Albrecht |

|                        |           |                                             |
| Holzer 17’ Dinauer 25’ | Marcatori | 42’ Schäfer 81’ Schuhmacher 87’ Hönnscheidt |

| Arbitro: | Lehnardt |

|  |           |             |
|  | Marcatori | 74’ Dinauer |

| Arbitro: | Barnick |

|            |           |  |
| Gaedke 79’ | Marcatori |  |

| Arbitro: | Prengel |

|                       |           |              |
| Kloss 30’ Richter 47’ | Marcatori | 34’ Gartmann |

| Arbitro: | Führer |

|                 |           |  |
| Higl 79’ (aut.) | Marcatori |  |

| Arbitro: | Brückner |

|                        |           |                            |
| Böttche 48’ Rusche 78’ | Marcatori | 5’ Gaedke 10’ Schlumberger |

| Arbitro: | Boos |

|                           |           |  |
| Saternus 21’ Schlegel 27’ | Marcatori |  |

| Arbitro: | Diekert |

|            |           |             |
| Gaedke 67’ | Marcatori | 33’ Wassmer |

| Arbitro: | Schmidt |

|                 |           |                  |
| Krümpelmann 37’ | Marcatori | 35’ Schlumberger |

#### Girone di ritorno
| Arbitro: | Wittke |

|                           |           |  |
| Schacht 8’ Weber 14’, 48’ | Marcatori |  |

| Arbitro: | Eli |

|                                     |           |                                       |
| Holzer 24’ Dinauer 42’ Saternus 79’ | Marcatori | 9’ (rig.) Löchelt 13’ Lellek 73’ Rose |

| Arbitro: | Diekert |

|                                      |           |                              |
| Koch 56’ Röber 61’ (rig.) Helmig 71’ | Marcatori | 25’, 68’ Clarke 72’ Gartmann |

| Arbitro: | Osmers |

|                 |           |  |
| Holzer 66’, 80’ | Marcatori |  |

| Arbitro: | Weber |

|                     |           |           |
| Posniak 29’ Heß 70’ | Marcatori | 22’ Adler |

| Arbitro: | Krug |

|             |           |                       |
| Nitsche 67’ | Marcatori | 44’ Glöde 87’ Jaschke |

| Arbitro: | Fux |

|                           |           |             |
| Yeboah 23’ Steininger 45’ | Marcatori | 83’ Nitsche |

| Arbitro: | Heitmann |

|            |           |             |
| Dinauer 7’ | Marcatori | 21’ Greiser |

| Arbitro: | Strigel |

|                       |           |                  |
| Woodcock 33’ Hupe 58’ | Marcatori | 12’ Schlumberger |

| Arbitro: | Brehm |

|                              |           |  |
| Schlumberger 56’ Dinauer 90’ | Marcatori |  |

| Arbitro: | Neumann |

|  |           |                        |
|  | Marcatori | 22’ Dinauer 24’ Holzer |

| Arbitro: | Bruch |

|                    |           |                  |
| Dinauer 59’ (rig.) | Marcatori | 29’, 46’ Jałocha |

| Arbitro: | Schmidhuber |

|             |           |                               |
| Siewert 54’ | Marcatori | 78’ (rig.), 85’ (rig.) Holzer |

| Berlino 13 maggio 1989, ore 15:00 CEST 33ª giornata | Blau-Weiß Berlin | 0 – 0 referto | Kickers Offenbach | Rathausritze (2 739 spett.)\| Arbitro: \| Zimmermann \| |
| Arbitro:                                            | Zimmermann       |               |                   |                                                         |

| Arbitro: | Brückner |

|                          |           |                                      |
| Remark 8’ Löw 90’ (rig.) | Marcatori | 54’, 67’, 83’ Adler 60’ Schlumberger |

| Arbitro: | Kautschor |

|                            |           |                    |
| Adler 31’ Schlumberger 57’ | Marcatori | 69’ van der Pütten |

| Arbitro: | Broska |

|                              |           |  |
| Jurgeleit 21’ Baranowski 58’ | Marcatori |  |

| Arbitro: | Tritschler |

|                                                         |           |            |
| Anderbrügge 37’ Edelmann 42’ Klinkert 74’ Schlipper 81’ | Marcatori | 27’ Holzer |

| Arbitro: | Föckler |

|                       |           |                                                                                 |
| Schlumberger 41’, 48’ | Marcatori | 6’, 27’ (rig.), 58’ Demandt 7’, 10’ Preetz 29’ (rig.) Krümpelmann 70’ Chaloupka |

### Coppa di Germania
| Arbitro: | Strigel |

| |           |                       |
| Ekström 4’, 31’ Thon 21’, 34’, 72’, 85’ (rig.), 90’ (rig.) Wohlfarth 49’, 73’ Nachtweih 69’ Wegmann 76’ | Marcatori | 48’ Dinauer 82’ Adler |

## Statistiche

### Statistiche di squadra
| Competizione      | Punti | In casa | In casa | In casa | In casa | In casa | In casa | In trasferta | In trasferta | In trasferta | In trasferta | In trasferta | In trasferta | Totale | Totale | Totale | Totale | Totale | Totale | DR |
| Competizione      | Punti | G       | V       | N       | P       | Gf      | Gs      | G            | V            | N            | P            | Gf           | Gs           | G      | V      | N      | P      | Gf     | Gs     | DR |
| ----------------- | ----- | ------- | ------- | ------- | ------- | ------- | ------- | ------------ | ------------ | ------------ | ------------ | ------------ | ------------ | ------ | ------ | ------ | ------ | ------ | ------ | -- |
| 2. Bundesliga     | 41    | 19      | 9       | 5       | 5       | 29      | 25      | 19           | 6            | 6            | 7            | 27           | 29           | 38     | 15     | 11     | 12     | 56     | 54     | +2 |
| Coppa di Germania | -     | 0       | 0       | 0       | 0       | 0       | 0       | 1            | 0            | 0            | 1            | 2            | 11           | 1      | 0      | 0      | 1      | 2      | 11     | -9 |
| Totale            | 41    | 19      | 9       | 5       | 5       | 29      | 25      | 20           | 6            | 6            | 8            | 29           | 40           | 39     | 15     | 11     | 13     | 58     | 65     | -7 |

### Andamento in campionato
| Giornata  | 1  | 2  | 3 | 4 | 5 | 6 | 7 | 8 | 9 | 10 | 11 | 12 | 13 | 14 | 15 | 16 | 17 | 18 | 19 | 20 | 21 | 22 | 23 | 24 | 25 | 26 | 27 | 28 | 29 | 30 | 31 | 32 | 33 | 34 | 35 | 36 | 37 | 38 |
| --------- | -- | -- | - | - | - | - | - | - | - | -- | -- | -- | -- | -- | -- | -- | -- | -- | -- | -- | -- | -- | -- | -- | -- | -- | -- | -- | -- | -- | -- | -- | -- | -- | -- | -- | -- | -- |
| Luogo     | C  | T  | C | T | C | T | C | T | C | T  | C  | T  | C  | T  | C  | T  | C  | C  | T  | T  | C  | T  | C  | T  | C  | T  | C  | T  | C  | T  | C  | T  | C  | T  | C  | T  | T  | C  |
| Risultato | P  | N  | V | N | V | N | N | V | V | V  | P  | V  | V  | P  | V  | N  | V  | N  | N  | P  | N  | N  | V  | P  | P  | P  | N  | P  | V  | V  | P  | V  | N  | V  | V  | P  | P  | P  |
| Posizione | 15 | 15 | 9 | 9 | 6 | 6 | 7 | 6 | 5 | 3  | 5  | 2  | 2  | 4  | 3  | 3  | 1  | 1  | 1  | 3  | 3  | 3  | 3  | 5  | 5  | 7  | 6  | 7  | 6  | 5  | 7  | 7  | 7  | 5  | 4  | 5  | 5  | 8  |

Legenda:

Luogo: C = Casa; T = Trasferta. Risultato: V = Vittoria; N = Pareggio; P = Sconfitta.

### Statistiche dei giocatori
| Giocatore       | 2. Bundesliga | 2. Bundesliga | 2. Bundesliga | 2. Bundesliga | Coppa di Germania | Coppa di Germania | Coppa di Germania | Coppa di Germania | Totale   | Totale | Totale      | Totale     |
| Giocatore       | Presenze      | Reti          | Ammonizioni   | Espulsioni    | Presenze          | Reti              | Ammonizioni       | Espulsioni        | Presenze | Reti   | Ammonizioni | Espulsioni |
| --------------- | ------------- | ------------- | ------------- | ------------- | ----------------- | ----------------- | ----------------- | ----------------- | -------- | ------ | ----------- | ---------- |
| T. Adler        | 28            | 7             | 4             | 0             | 1                 | 1                 | 0                 | 0                 | 29       | 8      | 4           | 0          |
| A. Clarke       | 34            | 2             | 5             | 0             | 1                 | 0                 | 0                 | 0                 | 35       | 2      | 5           | 0          |
| S. Cyklarz      | 0             | 0             | 0             | 0             | 0                 | 0                 | 0                 | 0                 | 0        | 0      | 0           | 0          |
| S. Dinauer      | 38            | 9             | 3             | 0             | 1                 | 1                 | 0                 | 0                 | 39       | 10     | 3           | 0          |
| J. Gaedke       | 27            | 6             | 4             | 1             | 1                 | 0                 | 0                 | 0                 | 28       | 6      | 4           | 1          |
| P. Gartmann     | 32            | 5             | 3             | 0             | 1                 | 0                 | 0                 | 0                 | 33       | 5      | 3           | 0          |
| H. Gehrke       | 2             | 0             | 0             | 0             | 1                 | 0                 | 0                 | 0                 | 3        | 0      | 0           | 0          |
| J. Haller       | 30            | 0             | 10            | 1             | 1                 | 0                 | 0                 | 0                 | 31       | 0      | 10          | 1          |
| R. Holzer       | 31            | 9             | 7             | 1             | 1                 | 0                 | 0                 | 0                 | 32       | 9      | 7           | 1          |
| I. Kramer       | 6             | 0             | 0             | 0             | 0                 | 0                 | 0                 | 0                 | 6        | 0      | 0           | 0          |
| S. Levý         | 34            | 0             | 9             | 1             | 1                 | 0                 | 0                 | 0                 | 35       | 0      | 9           | 1          |
| R. Mager        | 36            | 0             | 0             | 0             | 0                 | 0                 | 0                 | 0                 | 36       | 0      | 0           | 0          |
| F. Nitsche      | 14            | 2             | 1             | 0             | 0                 | 0                 | 0                 | 0                 | 14       | 2      | 1           | 0          |
| P. Saternus     | 12            | 3             | 3             | 0             | 0                 | 0                 | 0                 | 0                 | 12       | 3      | 3           | 0          |
| D. Schlegel     | 36            | 1             | 2             | 0             | 1                 | 0                 | 0                 | 0                 | 37       | 1      | 2           | 0          |
| T. Schlumberger | 35            | 11            | 11            | 0             | 1                 | 0                 | 1                 | 0                 | 36       | 11     | 12          | 0          |
| M. Schmidt      | 28            | 0             | 7             | 0             | 0                 | 0                 | 0                 | 0                 | 28       | 0      | 7           | 0          |
| H. Stark        | 34            | 0             | 10            | 0             | 1                 | 0                 | 1                 | 0                 | 35       | 0      | 11          | 0          |
| M. Timm         | 5             | 0             | 0             | 1             | 0                 | 0                 | 0                 | 0                 | 5        | 0      | 0           | 1          |
| W. Wielga       | 2             | 0             | 0             | 0             | 0                 | 0                 | 0                 | 0                 | 2        | 0      | 0           | 0          |
| A. Wilbois      | 15            | 0             | 2             | 0             | 1                 | 0                 | 0                 | 0                 | 16       | 0      | 2           | 0          |